# Sessame
Sessame, (Siam en piemontès) és un municipi situat al territori de la província d'Asti, a la regió del Piemont (Itàlia).
Limita amb els municipis de Bistagno, Cassinasco, Monastero Bormida, Ponti i Rocchetta Palafea.
Pertanyen al municipi les frazioni d'Albareto, Asinari, Caldana, Castagnola, Cocco, Collina, Fermone, Galloni, Giardinetto, Malerba, Penna, Ponticello, San Giorgio, San Rocco, San Pietro, San Sebastiano, Tane i Tarditi.